# Sphodromantis viridis
Sphodromantis viridis Forsskål, 1775 è un insetto mantoideo della famiglia Mantidae, con areale nord-africano ed europeo.

## Descrizione
La specie raggiunge dimensioni considerevoli, le femmine misurano dai 6 agli 8 centimetri (raramente anche 9), i maschi dai 5 ai 7 centimetri.
Le femmine hanno una corporatura robusta, presentano pronoto massiccio e largo. Il capo è assai grande e sproporzionato rispetto al resto del corpo. Le antenne sono assai sviluppate nel maschio, sono utili per captare le tracce feromonali della femmina, la quale presenta le appendici molto più ridotte. Gli arti anteriori presentano coxe con visibile dentatura. Le tegmine, che coprono interamente le ali, sono assai espanse nella femmina, mentre nel maschio sono sottili ed affusolate. Queste ultime presentano un piccolo stigma a pochi millimetri dal margine. Gli arti posteriori sono molto lunghi ed abbastanza sottili, sono utili esclusivamente a scopo locomotorio, a differenza degli arti anteriori o raptatori che servono per predare piccoli insetti.

## Biologia
Sphodromantis viridis ha un ciclo differente in base alla distribuzione.
In Africa settentrionale la specie diviene adulta verso luglio, depone da settembre a dicembre con la schiusa delle ooteche dopo 3-6 settimane. Queste daranno vita a circa 70-200 neanidi l'una (una femmina ne depone fino a 5) che diverranno adulte in breve.
In Spagna il ciclo biologico è del tutto identico a quello di Mantis religiosa.

## Distribuzione e habitat
Questa mantide è ampiamente distribuita in gran parte dell'Africa centro-settentrionale e in Spagna meridionale dove si rinviene generalmente vicino alla costa, in zone cespugliose e talvolta in centri abitati. Sono stati riscontrati altri avvistamenti di questa specie in Grecia, Italia e Francia. Si stima, tuttavia, che l'areale sia molto più diffuso a causa dei traffici marini, che possono importare accidentalmente la specie.

## Tassonomia
Sono conosciute cinque sottospecie:
- Sphodromantis viridis barbara La Greca, 1967 - diffusa in Algeria, Tunisia e Libia,
- Sphodromantis viridis inornata Werner, 1923
- Sphodromantis viridis meridionalis La Greca, 1950  - facilmente distinguibile delle altre sottospecie per il pronoto più largo; distribuita in Etiopia, Kenya, Somalia, Sudan e Tanzania.
- Sphodromantis viridis simplex La Greca & Lombardo, 1987
- Sphodromantis viridis viridis Forsskål, 1775